# Radioastronomía

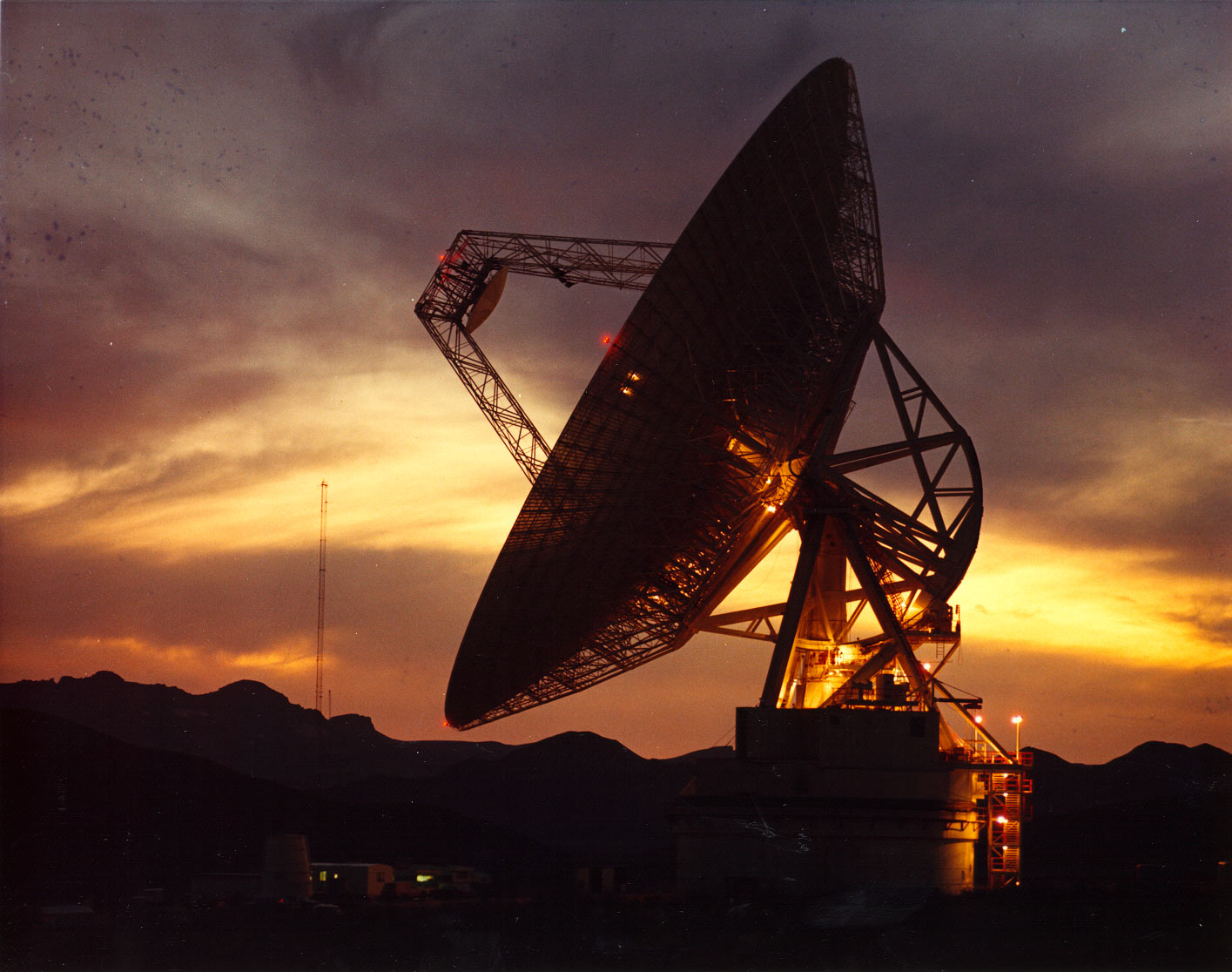
EL complejo de comunicaciones Goldstone Deep Space que integra la Deep Space Network de la NASA (DSN) se utiliza, entre otros, para radio astronomía y observaciones de radar del sistema solar y el universo.

La radioastronomía es la rama de la astronomía que estudia los objetos celestes y los fenómenos astrofísicos midiendo su emisión de radiación electromagnética en la región de radio del espectro. Las ondas de radio tienen una longitud de onda mayor que la de la luz visible. En la radioastronomía, para poder recibir buenas señales, se deben utilizar grandes antenas, o grupos de antenas más pequeñas trabajando en paralelo. La mayoría de los radiotelescopios utilizan una antena parabólica para amplificar las ondas, y así obtener una buena lectura de estas. Esto permite a los astrónomos observar el espectro de radio de una región del cielo. La radioastronomía es un área relativamente nueva de la investigación astronómica, que todavía tiene mucho por descubrir.
En la actualidad, existen gigantescos radiotelescopios, permitiendo observaciones de una resolución imposible en otras longitudes de onda. Entre los problemas que la radioastronomía ayuda a estudiar, se encuentran la formación estelar, las galaxias activas, la cosmología, etc.

## Historia
Una de las primeras investigaciones de ondas de radio de origen extraterrestre fue llevada a cabo por Karl Guthe Jansky, un ingeniero de Bell Telephone Laboratories, en los comienzos de 1930. El primer objeto detectado fue el centro de la Vía Láctea, seguido por el Sol. Estos primeros descubrimientos fueron confirmados por Grote Reber en 1938. Después de la Segunda Guerra Mundial, en Europa y los Estados Unidos, se desarrollaron importantes mejoras en la radioastronomía, y el campo de la radioastronomía comenzó a florecer.
Uno de los desarrollos más notables vino en 1946 con la introducción de la radio interferometría por Martin Ryle de Cavendish Astrophysics Group en Cambridge (quien obtuvo el Premio Nobel por esto, y su trabajo de apertura sintética), también el espejo interferómetro de Lloyd desarrollado independientemente por Joseph Pawsey's en 1946 en la Universidad de Sídney. Dos temas, uno astronómico y uno técnico, dominaron la investigación en Cambridge desde fines de 1940 por más de treinta años. ¿Cuál era la naturaleza de las fuentes de radio discretas, o "estrellas de radio"? ¿Dónde estaban?, ¿cuáles eran ellas?, ¿cuáles eran sus características?, ¿cuántas existían ahí afuera?, ¿cómo funcionaban y cuál era su significado en el universo? De importancia paralela era el rompecabezas de cómo idear las nuevas clases de radiotelescopio que aclararían estas preguntas astronómicas.

## Avances

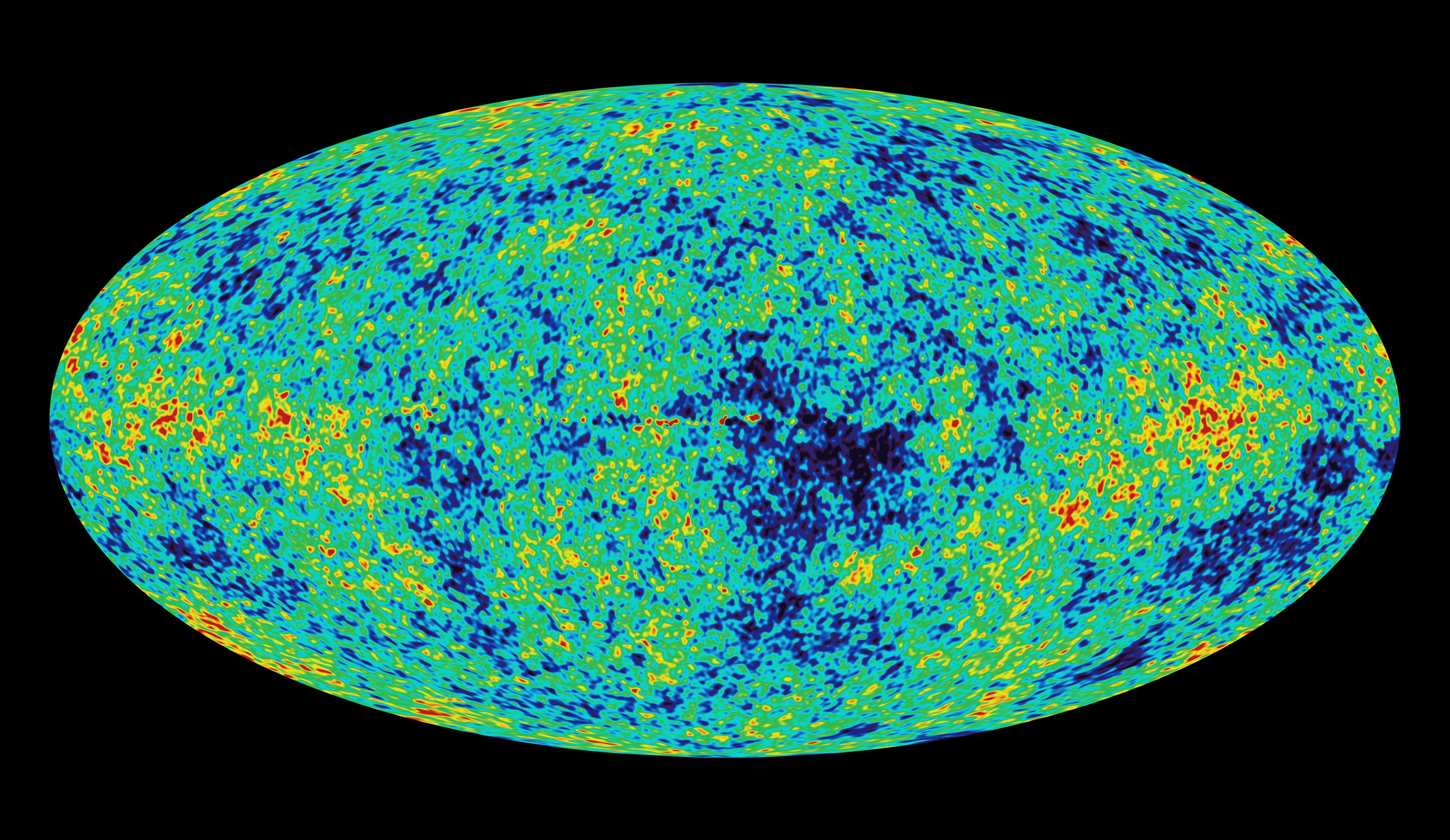
Mapa de anisotropías de la radiación de fondo de microondas CMB obtenida por el satélite WMAP.

La radioastronomía ha llevado a un importante incremento en el conocimiento astronómico, particularmente con el descubrimiento de muchas clases de nuevos objetos, incluyendo los púlsares, quásares y las galaxias activas. Esto se debe a que la radioastronomía nos permite ver cosas que no son posibles de detectar en la astronomía óptica. Tales objetos representas algunos de los procesos físicos más extremos y energéticos en el universo.
La radioastronomía es también, en parte responsable por la idea de que la materia oscura es una importante componente de nuestro universo; las mediciones de radio de la rotación de las galaxias sugiere que hay mucha más masa en las galaxias que la que ha sido observada directamente. La radiación de fondo de microondas (CMB) fue detectada por primera vez utilizando radiotelescopios. Los radiotelescopios también han sido utilizados para investigar objetos mucho más cercanos a la tierra, incluyendo observaciones del Sol, la actividad solar y mapeos por radar de los planetas del sistema solar.
Los radiotelescopios pueden ser ahora encontrados por todo el mundo. Radiotelescopios muy distanciados unos de otros, son utilizados frecuentemente en combinación utilizando una técnica llamada interferometría para obtener observaciones de alta resolución que no pueden ser obtenidas utilizando un solo receptor. Inicialmente radiotelescopios distanciados por unos pocos kilómetros eran combinados usando interferometría, pero a partir de 1970, radiotelescopios alrededor de todo el mundo (incluso orbitando la tierra) son combinados para realizar mapeos interferómetros de gran tamaño (Very Long Baseline Interferometry (VLBI)).

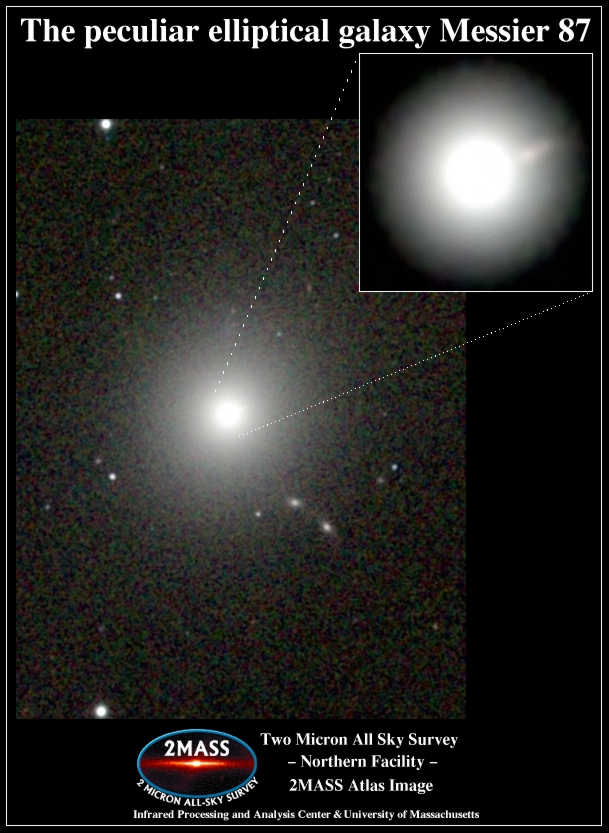

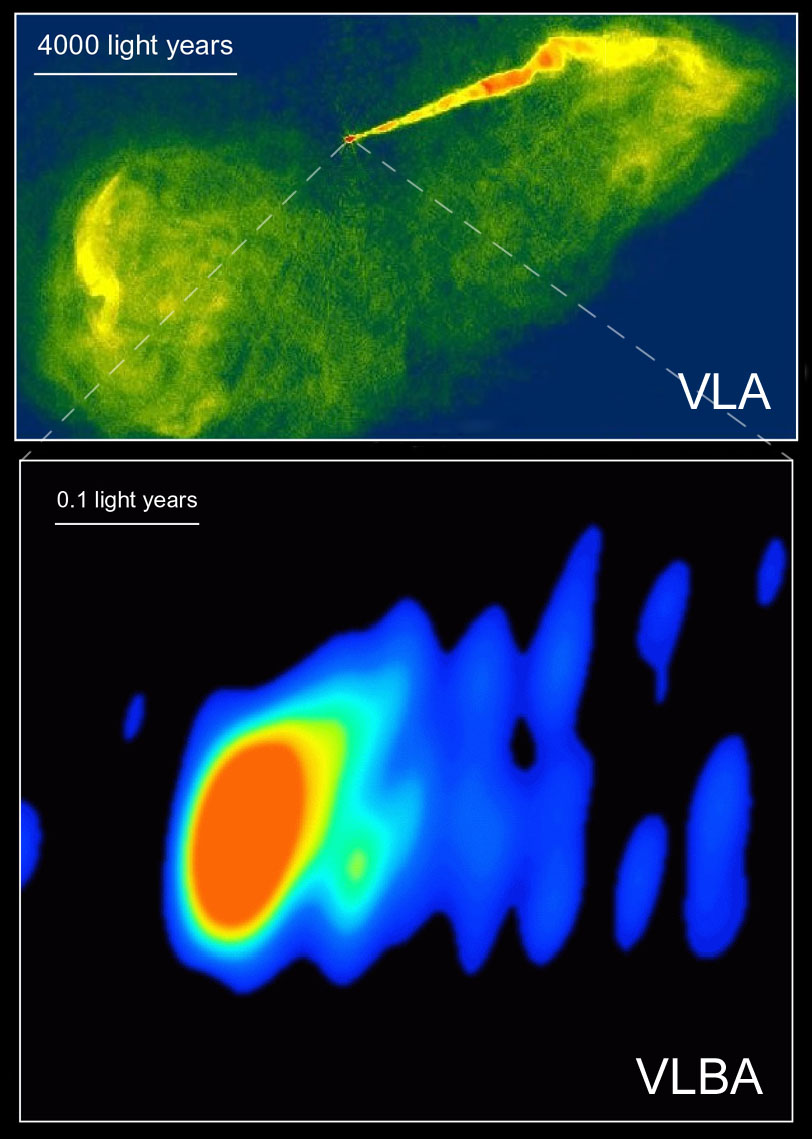
Arriba, imagen óptica de la peculiar galaxia M87, al medio: radioimagen de la misma galaxia usando interferometría (Very Large Array-VLA); abajo: imagen de la sección central (VLBA) usando un Very Long Baseline Array (Global VLBI) consistente en antenas conjugadas en Estados Unidos, Alemania, Italia, Finlandia, Suecia, España. La eyección de partículas estaría potenciada por un agujero negro en el centro de la galaxia.

### Radio interferometría
La dificultad de adquirir altas resoluciones con simples radiotelescopios llevaron a la radiointerferometría, desarrollada por los radioastrónomos británico Martin Ryle, al ingeniero, y radiofísico australiano Joseph Lade Pawsey y a Ruby Payne-Scott en 1946. Sorprendentemente, este primer uso de la radiointerferometría para observaciones astronómicas fue llevado a cabo por Payne-Scott, Pawsey y Lindsay McCready el 26 de enero de 1946 usando la radioantena SINGLE convertida en antena radar (arreglo de emisor) a 200 MHz, cerca de Sídney, Australia. Este grupo usó el principio de la interferometría con base al mar en donde su antena (formalmente un radar WWII) observando el sol al amanecer con interferencia, alcanzada por la radiación directa solar y la reflejada desde el mar. Con estas referencias de al menos ondas de 200 m, los autores determinaron que la radiación solar durante la fase de día, siendo mucho más pequeña que el disco solar. Y ese grupo australiano comenzó a trabajar con los principios de la apertura sintética en sus artículos de mediados de 1946 y publicados en 1947. Ese uso del interferómetro de mar fue exitosamente demostrado por numerosos grupos en Australia y en el Reino Unido durante la Segunda Guerra Mundial, quienes observaron refracciones interferométricas (la radiación directa de retornos de radar y la señal reflejada del mar) desde aeronaves.
El grupo de Cambridge de Ryle y Vonberg observaron el sol en 175 MHz a mediados de julio de 1946 con un interferómetro Michelson consistente de dos radioantenas con espaciados desde decenas de metros a 240 metros. Todos mostraron que la radiorradiación era más pequeña que "10 arc min" en tamaño y detectaron una polarización circular del Tipo I bursts. Otros grupos habían detectado también polarización circular al mismo tiempo: David Martyn en Australia y Edward Appleton con J. Stanley Hey en Reino Unido. 
Un moderno radiointerferómetro consiste en radiotelescopios ampliamente separados que observan el mismo objeto y se conectan juntos usando cable coaxial, guía de ondas, fibra óptica, u otro tipo de línea de transmisión. Eso no solo incrementó las recolecciones totales de señales, sino pudo también usarse en el proceso llamado apertura sintética que vastamente incrementó la resolución. Esta técnica trabaja superponiendo las (interferencias) de las señales de ondas de los diferentes telescopios en un principio donde las ondas se hacen coincidir con las mismas fases que añadirán unas a otras mientras dos ondas que tiene fases opuestas se cancelarán entre sí. Así se crea un telescopio combinado que tiene el tamaño de las antenas más apartadas en el arreglo. Para producir una imagen de alta calidad, se requiere un gran número de diferentes separaciones entre diferentes telescopios (separaciones proyectadas entre cualesquieras dos telescopios se llaman línea de base) - y con muchas diferentes líneas de base, como sea posible, se requiere para buenas calidades de imágenes. Por ejemplo el Very Large Array tiene 27 telescopios que dan 351 líneas de base independientes.

#### Interferometría de mucha longitud de líneas de base
A comienzos de los años 1970, se producen mejoras en la estabilidad de los receptores de radiotelescopios permite telescopios en todo el mundo (y aún en órbita terrestre) combinando los Very Long Baseline Interferometry. En vez de conexiones físicas en las antenas, los datos recibidos en cada antena es apareada con información del tiempo, usando un reloj atómico local, y almacenando para posteriores análisis en cinta magnética o en disco duro. En los últimos años, los 
datos se correlacionan con datos de otras antenas similarmente registrados, para producir imágenes. Usando este método es posible sintetizar una antena que tiene efectivamente el tamaño de la Tierra. Las largas distancias entre los telescopios permiten resoluciones de mucha amplitud angular, más grandes que en otros campos de la astronomía. A altísimas frecuencias, es posible que los rayos sintetizados tienen menos de 1 miliarco segundo.
Los arreglos preeminentes VLBI que operan hoy son los Very Long Baseline Array (con telescopios en Norteamérica) y la Red europea VLBI (telescopios en Europa, China, Sudáfrica, Puerto Rico). Cada arreglo usualmente opera separadamente, y ocasionales proyectos se unen produciendo incrementos en la sensibilidad, y se referencia como "Global VLBI". Hay también una red VLBI: eL "Long Baseline Array", operando en Australia.
Luego de su acopio, los datos registrados en hard media han sido el único modo de desarrollar esos datos de cada telescopio para posteriores correlaciones. Sin embargo, la disponibilidad hoy mundialmente, de redes de fibra ópticas de banda muy ancha hace posible hacer VLBI en tiempo real. Esa técnica (referida como e-VLBI) fue primero usada por EVN (acrónimo en inglés Red Europea VLBI) que actualmente está incrementando el número de científicos en proyectos e-VLBI por año.

## Formas de emisión de ondas de radio
La emisión en radio se puede presentar en dos formas: radio continuo y líneas espectrales. En el radio continuo la emisión se extiende en una región ancha del espectro electromagnético mientras que las líneas espectrales se hallan centradas en una frecuencia específica. Estas formas dependen del origen físico de la radiación. 

### Radiocontinuo
En las galaxias el radio continuo proviene de tres mecanismos: radiación sincrotrón, emisión libre-libre y emisión térmica. La radiación sincrotrón es emitida en su mayor parte por electrones relativistas confinados en los campos magnéticos de las galaxias. También una parte de esta emisión proviene directamente de los remanentes de supernova, los núcleos de galaxias activas, los púlsars y los microquasares. La emisión libre-libre o bremsstrahlung proviene en su mayor parte de las regiones de formación estelar mientras que, la emisión térmica tiene su origen a estas longitudes de onda en cuerpos relativamente fríos, en su mayoría el polvo del medio interestelar.
A escalas más pequeñas las estrellas más potentes y cercanas pueden ser observadas en radio continuo, en particular nuestro Sol. Y, en escalas mayores la principal emisión en radio continuo es la radiación de fondo de microondas.

### Líneas espectrales
Las diferentes especies químicas que se hallan en el universo y en sus objetos emiten o absorben luz en diferentes líneas espectrales, siguiendo las leyes de la mecánica cuántica. En región de radio del espectro electromagnético se suelen encontrar líneas de transición, rotacionales y vibracionales de los átomos y moléculas más comunes en el universo. Estas líneas suelen observarse en emisión pero también pueden observarse en absorción sobre un fondo de radio continuo. Algunas de estas líneas son:
- La línea de HI que proviene de la transición superfina del hidrógeno atómico (transición entre estados en que el espín del electrón y el protón es paralelo y antiparalelo), centrada en 1.4 GHz. Esta línea traza el gas atómico que es la principal reserva de gas en las galaxias.
- Las líneas rotacionales del CO. Se encuentran en la zona milimétrica del espectro y son los principales trazadores del contenido de hidrógeno molecular al estar el contenido de CO íntimamente asociado al de H2.

También se observan otras líneas como el NH3, OH, HCN, etc, que trazan distintas propiedades físicas y químicas de las distintas regiones y objetos del universo.